# 4114-es mellékút (Magyarország)
A 4114-es számú mellékút egy rövid, kevesebb, mint 3,5 kilométeres hosszúságú, négy számjegyű mellékút Szabolcs-Szatmár-Bereg vármegye középső részén. Gyakorlatilag Székely község egyik belső útjának tekinthető; a 4-es főút e falut északnyugat felől elkerülő szakaszának átadása előtt a főút része volt.

## Nyomvonala
A 4-es főútból ágazik ki, annak a 295+450-es kilométerszelvénye közelében, keleti irányban, Székely nyugati külterületei között. Nagyjából 400 méter után éri el a belterület szélét, ahol a Kapitány utca nevet veszi fel. A központban, kevesebb, mint 100 méternyi különbséggel két elágazása is van: előbb észak felől torkollik bele a Demecser központja felől idáig húzódó 3831-es út, majd dél felé ágazik ki belőle a 4103-as út, Apagy irányába. Kevéssel az első kilométere után még egy út ágazik ki belőle, délkeleti irányban, ez a 4104-es, mely innen Baktalórántházáig vezet. Nagyjából 1,6 kilométer után lép ki az út a helység lakott területei közül, majd északkeletnek, utolsó pár száz méternyi szakaszára pedig északnak fordul. A 4-es főútba visszacsatlakozva ér véget, annak a 298+450-es kilométerszelvénye közelében, Székely és Demecser határszéle közelében, de már utóbbinak a közigazgatási területén.
Teljes hossza, az országos közutak térképes nyilvántartását szolgáló kira.kozut.hu adatbázisa szerint 3,452 kilométer.

## Története
1934-ben a kereskedelem- és közlekedésügyi miniszter 70 846/1934. számú rendelete értelmében másodrendű főútként a Berettyóújfalu-Záhony közti 36-es főút része volt. Később a térség főútjait részlegesen átszámozták, ami után a 4-es főút része lett.
A 4-es itteni elkerülő szakasza a 2000-es évtizedben valósult meg, utána kapott a Székelyen áthaladó korábbi szakasz mellékúti besorolást.

## Települések az út mentén
- Székely
- (Demecser)